# 博赫纳公式
在微分几何中，博赫纳公式是将黎曼流形 {\displaystyle (M,g)} 上的调和函数与里奇曲率张量联系在一起的公式。它以美国数学家所罗门·博赫纳的名字命名。

## 数学表述
具体地说，如果 {\displaystyle u\colon M\rightarrow \mathbb {R} } 是一个调和函数（即{\displaystyle \Delta _{g}u=0}，其中 {\displaystyle \Delta _{g}} 是关于度规 {\displaystyle g} 的拉普拉斯算子），则
{\displaystyle \Delta {\frac {1}{2}}|\nabla u|^{2}=|\nabla ^{2}u|^{2}+{\mbox{Ric}}(\nabla u,\nabla u)},
其中 {\displaystyle \nabla u} 是 {\displaystyle u} 关于 {\displaystyle g}的梯度。 博赫纳使用这一公式来证明博赫纳消没定理。

## 变化和推广
- 博赫纳恒等式
- Weitzenböck恒等式